# Jesús Mendoza Aguirre
Jesús Mendoza Aguirre (ur. 23 lutego 1977 w Jerez de la Frontera) – hiszpański piłkarz, pomocnik, zawodnik Xerez CD.